# Parafia św. Antoniego Padewskiego w Wirowie
Parafia pw. św. Antoniego Padewskiego w Wirowie – rzymskokatolicka parafia z siedzibą w Wirowie, w dekanacie drohiczyńskim, w diecezji drohiczyńskiej, metropolii białostockiej. Erygowana 10 czerwca 1919. Siedziba parafii mieści się przy al. Jana Pawła II.

## Zasięg parafii
Do parafii należą wierni z miejscowości: Nowomodna, Mołożew-Wieś, Wirów.

## Historia
Pierwotnie Wirów był siedzibą parafii greckokatolickiej. Pierwsza cerkiew drewniana ufundowana została w 1712 przez podkomorzego nurskiego Jana Godlewskiego. Kolejna, również drewniana została zbudowana w 1799, a spłonęła w 1823 lub 1830.
Obecna budowla pochodzi z 1833-1836. Ufundowana została przez pułkownika Antoniego Kuszla. Od 1874 przekształcona w cerkiew prawosławną. Rewindykowana na rzecz katolików w 1919.

### Kościół parafialny
Budowla klasycystyczna, orientowana. Jest położona na skarpie lewego brzegu Bugu. Wzniesiona na planie prostokąta z prezbiterium zamkniętym ścianą prostą i dwiema zakrystiami po bokach. Drewniany chór wsparty na słupach. XIX-wieczna granitowa kropielnica na drewnianej podstawie z trupią czaszką.